# Развръзка
Развръзката е основен елемент от сюжета на епически и драматическите литературни произведения, който е заключителен епизод или сцена, настъпващ след кулминационния момент в творбата и предхождащ епилога. Обикновено развръзката съвпада с края на сюжетното развитие и е логически резултат от конфликта и противоречията между антагонистичните персонажи в произведението. Развръзката е важна за сюжета, защото по художествен път доказва основната идея на творбата и отразява нравствените убеждения на автора.
При драматически видове, развръзката често настъпва рязко и внезапно, докато при епически видове протича по-бавно и последователно. В някои кратки епически видове, известни като „разкази с неочакван край“, сюжетът прави изненадващ обрат и развръзката обикновено има хумористичен оттенък. На изненадата в развръзката често разчитат и творбите от криминалния жанр. В някои по-големи епически видове (романи, повести), писателят разгръща паралелно няколко сюжетни линии и тогава са допустими няколко различни развръзки, които могат и да не съвпадат по време.
Естественото развитие на сюжета предполага развръзката да се намира в заключителната част на творбата, но понякога писателите прилагат обратния похват, като я разполагат композиционно в самото начало с цел да събудят читателския интерес или да обяснят мотивите си за написване на творбата. В тези случаи развръзката отново е логическо следствие от развиващата се сюжетна линия, но с тази структура и употребата на ретроспекция се целят и допълнителни внушения у читателите.